# Кокої
Кокої (Ardea cocoi) — вид прибережних птахів родини чаплевих (Ardeidae). Поширений у Південній Америці. Має переважно блідо-сіре оперення з більш темним сірим гребенем. М'ясоїдна тварина, полює на рибу та ракоподібних на мілководді.

## Таксономія та еволюція
Кокої була спочатку описана Ліннеєм у 1766 році в 10 виданні його книги «Система природи» Походження назви виду невідомо, але може бути пов'язано з загальною назвою в Чилі чаплі (Cuca), яке, у свою чергу, означає закличний крик птаха. Птах більш широко відомий в Південній Америці як Garza Mora або «Чорна чапля».
Кокої утворює надвид з аналогічною європейською сірою чаплею та великою блакитною чаплею Північної та Центральної Америки, причому всі ці види мають подібну скелетну морфологію.

## Опис
Кокої це довгоногий птах та найбільший з південноамериканських видів чапель з довжиною тіла 950-1300 мм, хоча розміри тіла різняться в залежності від регіону; південні птахи більші, ніж північні птахи. Середня вага дорослого як самця, так і самки 1,14–3,2 кг. У дорослих птахів довжина крила 421-455 мм, хвоста 161-173 мм, дзьоба 128,5–48,7 мм і плесна 179-192 мм. Самець та самиця однакові за розміром тіла і забарвленням. У птаха сіра спина і верх крил і біла S-подібна шия, стегна, покривні пера підхвістя й лопаток;  чорні прожилки на шиї та верхній частини грудей. Лоб і крона голови чорні й цей чорний колір простягається до області очей і до загостреного гребеня, що звисає з потилиці. Є також чорні смуги на шиї та чорні плями з боків нижньої частини грудей і живота.  Колір ніг був відзначений як чорний, коричнево-сірий або темно-зелений. 
Райдужка зазвичай жовта, дзьоб тьмяно-жовтий. Гола шкіра очниці блідо-зеленувата. В Аргентині у племінних кокої спостерігалися яскраво-жовті дзьоби з червоним відтінком біля основи та темно-рожеві ноги. У польоті великі крила роблять птаха повільним, але міцним і витонченим літуном. Голос - глибоке квакання. В цілому кокої схожа за зовнішнім виглядом на сіру чаплю, але має трохи більш темне забарвлення і більш довгу шию і гребінь.
У молодих птахів нижня сторона тіла попелясто-сіра, з прожилками. Шия і верхня поверхня тіла блідо-коричневі з попелясто-сірим відтінком на шиї. У порівнянні з дорослими, крона більш тьмяна, а нижні покривні пера хвоста мають темні смуги.   У молодих птахів також відсутні довгі чуби та потиличний гребінь, характерні для дорослих.  Попри більш бліде забарвлення, пухнасте пташеня вже демонструє контраст між темною головою і блідою шиєю, характерний для дорослого.

## Поширення і місця проживання
Кокої зустрічається на більшій частині Південної Америки, за винятком Анд і в деяких частинах Аргентини. Він є рідним в Аргентині, Панамі, Суринамі, Колумбії, Венесуелі, Болівії, Бразилії, Гаяні, Французької Гвіані, Чилі, Еквадорі, Парагваї, Перу та Уругваї. В цілому, кокої широко поширена від Центральної Америки до узбережжя материка біля Магелланової протоки, але рідко зустрічається далі на південь, ніж Чубут в Аргентині. Розрахункова протяжність ареалу становить 20600000 км². Птах населяє вологі частини Чако і зустрічається як залітний птах на Фолклендських островах, Островах Святої Єлени, Вознесіння і Тристан-да-Кунья. Постійно відвідує Тринідаду і Тобаго, але не гніздиться. Місце проживання включає практично будь-які водойми або водно-болотні угіддя далеко від густих лісів, включаючи береги озер, болота, річки й лимани. Галерейний ліс, луг і пляжі також вважаються відповідними кормовими майданчиками. Пасовища, мабуть, є непридатними, ймовірно, тому, що в цих місцях проживання мешкає велика частка комах, які менш сприятливі як здобич, ніж риба та ссавці. На Фолклендських островах ареал проживання, як видається, включає невеликі струмки. В одному дослідженні у річці Парана було встановлено, що вода з водною рослинністю є найбільш прийнятною, за нею йдуть відкриті води з найменшою перевагою для пляжів. Ця чапля зустрічається на висоті до 2550 м над рівнем моря.

## Екологія

### Живлення

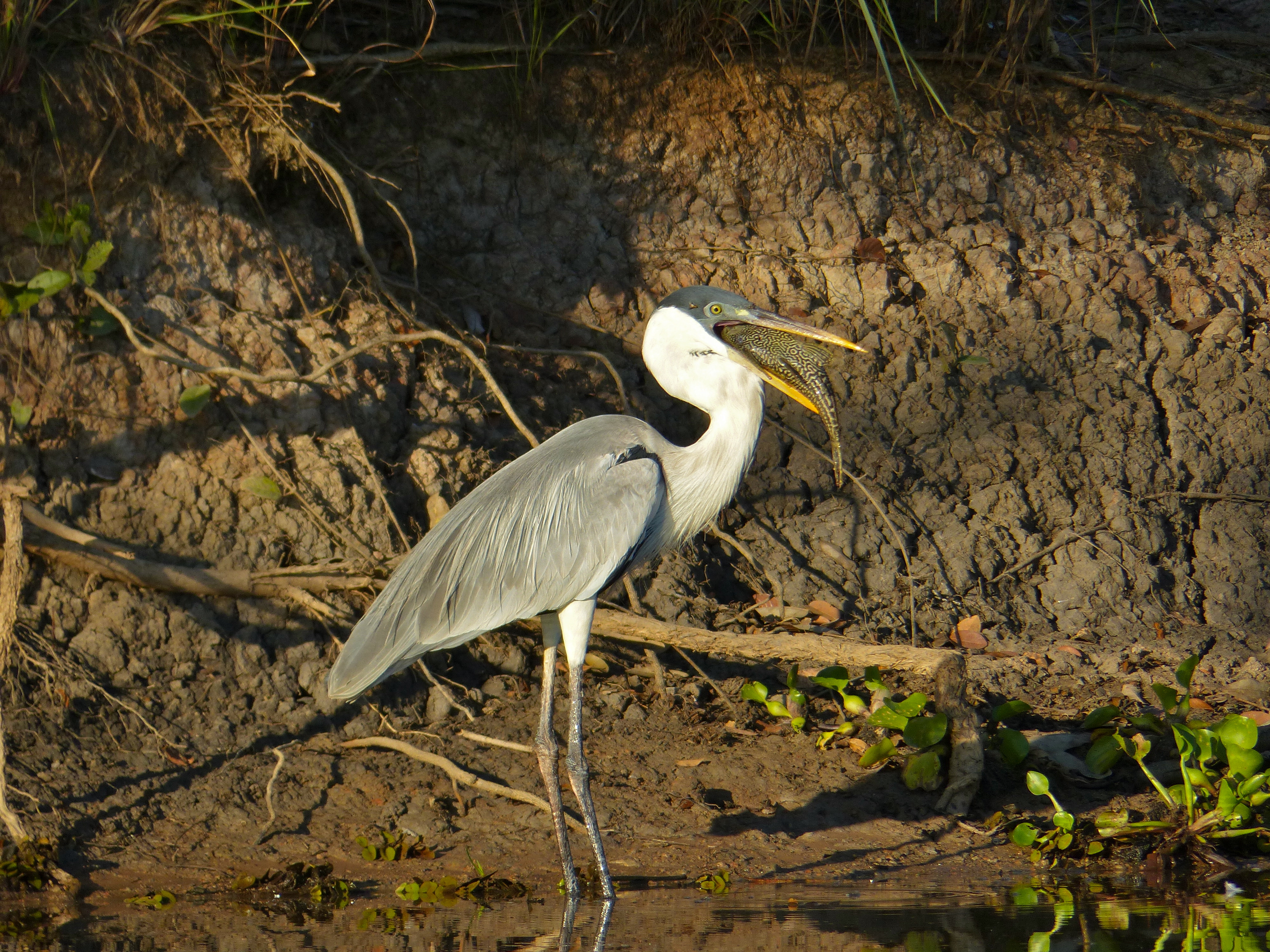
Кокої поїдає сома

Чапля живиться насамперед рибою довжиною понад 20 см, ссавцями, земноводними, а іноді й комахами. Споживані види риб: Micropogonias,Hoplias malabaricus, різні види Leporinus до 200 мм завдовжки та Prochilodus lineatus. Також було помічено, що ця чапля харчується падлом і блакитними крабами Callinectes. У Колумбії пташенят також годують переважно рибою і рідше земноводними й ракоподібними.
Кокої на полюванні б'є головою в воду і штовхаючи свій дзьоб вниз, пронизує здобич. Птах також може нахилити голову над водою так, що занурюється тільки його дзьоб. Під час харчування голова і шия швидко рухаються, а тіло залишається нерухомим. Харчування зазвичай денне та окреме, особливо в Аргентині, хоча в Чилі вважається переважно нічне харчування, ночівля проходить на деревах з видом на воду. У Венесуелі також було побачено харчування у великих групах. Там, де годування денне, спостерігається пік кормової активності опівдні й зниження в сутінках.
Кокої, схоже, може використовувати альтернативні джерела їжі, досліджуючи кормові ділянки, віддалені від своїх колоній розмноження, оскільки наземні гризуни та плазуни й морські організми були знайдені в раціоні птахів з прісноводних колоній. Деякі колонії також проживають поблизу гирлових узбереж, і птахи з цих колоній більше залежать від морського видобутку. Особи, що харчуються, часто залишаються поблизу колоній, і вибір місця колонії виявився тісно пов'язаним з близькістю до високоякісних продовольчих ареалів. Чапля також іноді вживає у їжу мертвих Micropogonias, яких вибраковують в аматорському рибальстві.

### Розмноження
Тривалість життя оцінюється як 10,5 років, з максимальною довговічністю 24,4 року. Ця чапля в основному не мігрує, але може рухатися до екватора взимку, щоб шукати більш теплі температури.
Початок сезону гніздування змінюється географічно. У Суринамі він починається в липні; в той час як у Бразилії та Аргентині з серпня по листопад, у жовтні в Уругваї та в листопаді в Буенос-Айресі.  Кокої гніздиться колоніями на деревах. Велике, глибоке гніздо побудоване з гілок і палиць з травою, зазвичай розташованими на деревах. Поруч з Буенос-Айресом гнізда складалися з гілок Solanum glauca та сухого чортополоху. Вони були приблизно круговими, діаметром 65 см і дуже глибокими. У Чилі спостерігалося, що кокої будують свої гнізда на плакучих вербах в стоячій воді з ситником.
Яйця блідо-блакитні з блідішими плямами та білястими слідами. Розміри яєць з різних кладок в Південній Америці лежать в діапазоні 62-69 x 45-48 мм. Яйця з однієї аргентинської кладки важили 70-80 г. З однієї колонії в Буенос-Айресі інкубація оцінювалася у 24-26 днів. Однак в одній чилійської колонії, де яйця вилупилися у вересні (навесні), інкубаційний період оцінювався як 27 днів, у межах 26-29 днів. Розмір кладки від 1 до 4 яєць. Пташенята залишаються в гнізді до 12-13 тижнів, але більшість залишають гніздо на 6-7 тижні.

### Загроза
Поряд з людиною, природну загрозу може представляти звичайна каракара. В одній з колоній Буенос-Айреса дитинчата в гнізді каракари вилупилися раніше, ніж кокої в сусідньому гнізді, і перші в основному вирощувалися на пташенятах кокої.

## Збереження
Кокої за критеріями МСОП належить до видів з найменшою загрозою через великий географічний діапазон поширення. Очевидно, з'явилася тенденція до збільшення чисельності птахів і розміру популяції. Окремі птахи на деяких територіях страждають від агрохімікатів, зміни навколишнього середовища і втручання людини в гнізда; але ці проблеми не є руйнівною загрозою і, отже, не загрожують вимиранню видів.